# Golda Meir
Golda Meir (tên trước kia là Golda Meyerson, tên khai sinh Golda Mabovich, Голда Мабович; 3 tháng 5 năm 1898 –8 tháng 12 năm 1978) là một giáo viên, kibbutznik và chính trị gia người Israel, bà là Thủ tướng thứ tư của Israel.
Meir được bầu giữ chức Thủ tướng Israel ngày 17 tháng 3 năm 1969, sau khi giữ chức Bộ trưởng Lao động và Bộ trưởng Ngoại giao. Bà là người phụ nữ đầu tiên của Israrel và người phụ nữ thứ ba trên thế giới giữ chức vụ này, bà được miêu tả là "Người đàn bà thép" trên chính trường Israel từ lâu trước khi tên hiệu này được gán cho Thủ tướng Anh Margaret Thatcher. Cựu Thủ tướng David Ben-Gurion thường gọi Meir là "người giỏi nhất trong chính phủ "; bà thường được miêu tả là người có "ý chí mạnh mẽ, nói chuyện thẳng thắn, bà của người dân Do Thái".
Năm 1974, sau cuộc chiến tranh Yom Kippur, Meir từ chức Thủ tướng. Bà mất năm 1978 vì bệnh bạch cầu.

## Tuổi thơ
Golda Mabovitch chào đời ngày 3 tháng 5 năm 1898 tại Kiev, Đế quốc Nga (nay thuộc Ukraina). Bà là con gái thứ hai của Blume Neiditch (mất năm 1951) và Moshe Mabovitch (mất năm 1944), một người thợ mộc. Meir viết trong tự truyện của mình rằng những ký ức đầu tiên của bà là việc cha mình đóng ván vào cửa trước khi có những tin đồn về một vụ pogrom (tàn sát người Do Thái) sắp xảy ra. Bà có hai chị em gái, Sheyna và Tzipke, cùng năm người anh em khác mất khi còn nhỏ. Bà đặc biệt gần gũi với Sheyna.
Moshe Mabovitch đi tới thành phố New York tìm việc năm 1903. Khi ông vắng nhà, cả nhà rời tới Pinsk sống cùng gia đình bên ngoại. Năm 1905, Moshe đi tới Milwaukee, Wisconsin, tìm kiếm việc làm lương cao hơn và có được việc làm tại một xưởng thuộc nhà máy xe lửa địa phương. Năm sau đó, ông đã để dành đủ tiền để đưa gia đình sang Mỹ.

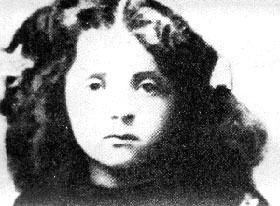
Golda Meir, 1910

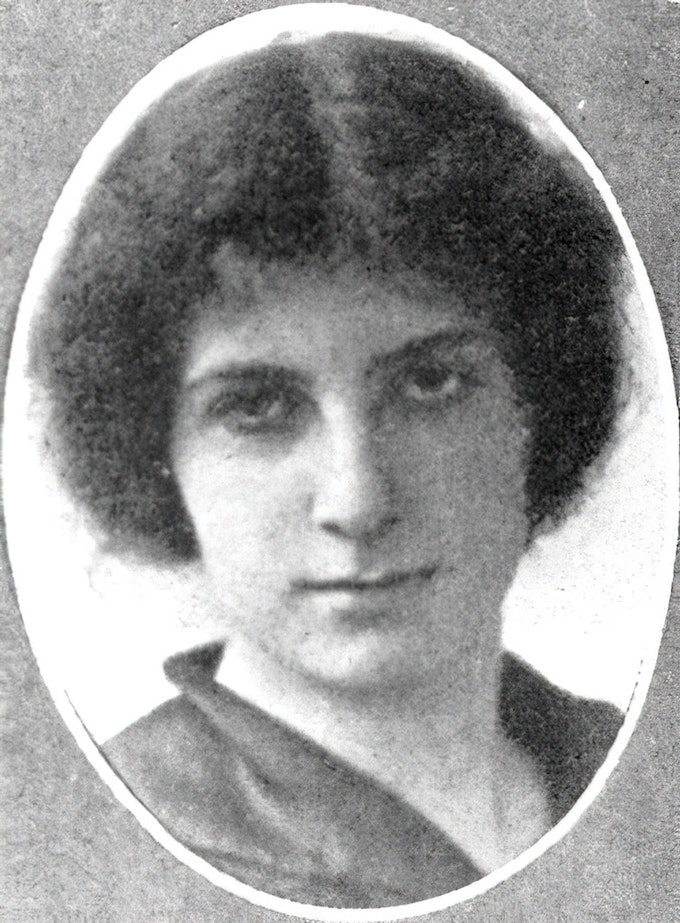
Golda Meir tại Milwaukee, 1914

Blume điều hành một cửa hàng tạp phẩm ở phía bắc Milwaukee, nơi năm lên tám tuổi Golda đã được giao trách nhiệm trông nom cửa hàng khi mẹ đi chợ mua đồ. Golda theo học Fourth Street Grade School (hiện là Golda Meir School) từ năm 1906 tới năm 1912. Ngay khi còn trẻ đã có tinh thần một người chỉ huy, bà đã tổ chức một cuộc gây quỹ để lấy tiền mua sách cho các bạn học. Sau khi thành lập American Young Sisters Society, bà đã thuê một ngôi nhà và tổ chức những cuộc gặp mặt thường xuyên cho hội. Bà tiếp tục được cử làm người đại diện đọc diễn văn trong buổi lễ tốt nghiệp của lớp, dù khi mới vào học bà chưa biết tiếng Anh.
Năm 14 tuổi, bà theo học tại North Division High School và làm việc bán thời gian. Mẹ bà muốn bà rời trường học và lập gia đình, nhưng bà phản đối. Bà mua một vé tàu tới Denver, Colorado, và tới sống với người chị/em đã lập gia đình của mình, Sheyna Korngold. Hai vợ chồng Korngold thường tổ chức những cuộc gặp mặt giữa những người trí thức tại gia đình mình, tại đây Meir đã tham gia tranh luận về chủ nghĩa phục quốc Do thái, văn học, quyền bầu cử của phụ nữ, hệ thống công đoàn, và các vấn đề khác. Trong tiểu sử của mình, bà viết: "Tới mức độ những niềm tin tương lai của tôi đã được định hình [...] những cuộc nói chuyện cả đêm đó tại Denver đã đóng một vai trò to lớn." Tại Denver, bà cũng gặp Morris Meyerson (17 tháng 12 năm 1893 –25 tháng 5 năm 1951), một người vẽ biển quảng cáo, người sẽ trở thành chồng bà ngày 24 tháng 12 năm 1917.

## Quay trở lại Milwaukee
Năm 1913, bà quay trở lại North Division High, tốt nghiệp năm 1915. Trong thời gian ở đó, bà trở thành một thành viên tích cực của Young Poale Zion, sau này trở thành Habonim, phong trào thanh niên Labor Zionist. Bà phát biểu trước những cuộc mít tinh, đi theo Socialist Zionism và tiếp đón những vị khách từ Palestine.
Bà theo học trường cao đẳng sư phạm Milwaukee State Normal School (hiện là University of Wisconsin–Milwaukee), năm 1916, và có lẽ hoàn thành năm 1917. Sau khi tốt nghiệp Milwaukee Normal, bà dạy học tại các trường công ở Milwaukee.
Năm 1917, bà nhận một vị trí tại một Yiddish-speaking Folks Schule ở Milwaukee. Khi ở Folks Schule, bà ngày càng tiếp xúc nhiều với các tư tưởng của Labor Zionism. Năm 1913, bà bắt đầu hẹn hò với Morris Meyerson. Bà là một thành viên nhiệt tình của Labor Zionist còn ông là người theo chủ nghĩa xã hội. Họ đã cùng bỏ việc và tham gia một kibbutz tại Palestine năm 1921.
Khi Golda và Morris cưới năm 1917, việc định cư tại Palestine là điều kiện tiên quyết của bà để đám cưới được diễn ra. Golda đã có ý định lập tức thực hiện một cuộc aliyah (di cư người Do thái về Israel) nhưng các kế hoạch của bà không thành công bởi tất cả các dịch vụ vận chuyển hành khách xuyên Đại Tây Dương khi ấy đều bị hủy bỏ vì Chiến tranh thế giới thứ nhất. Thay vào đó bà đã tập trung sức lực vào những hoạt động Poale Zion. Một thời gian ngắn sau đám cưới, bà tham gia vào một chiến dịch gây quỹ cho Poale Zion khiến bà phải đi khắp nước Mỹ. Hai người cùng Sheyna chuyển tới Palestine năm 1921.

## Aliyah

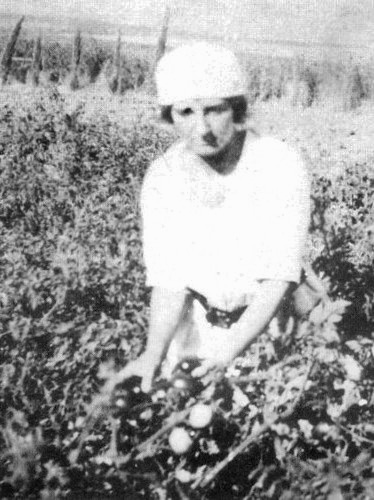
Golda Meir trên cánh đồng tại Kibbutz Merhavia (thập niên 1920)

Tại Palestin ủy trị Anh, Meir và Meyerson gia nhập một kibbutz. Việc xin gia nhập kibbutz Merhavia tại thung lũng Jezreel ban đầu bị từ chối, nhưng cuối cùng đã được chấp nhận. Những nhiệm vụ của bà gồm nhặt gom quả hạnh, trồng cây, chăm sóc chuồng gà và làm việc trong nhà bếp. Nhận thấy những khả năng lãnh đạo của bà, kibbutz đã chọn bà làm đại diện của mình tại Histadrut, Tổng liên hiệp Lao động.
Năm 1924, bà cùng chồng rời kibbutz và sống một thời gian ngắn tại Tel Aviv trước khi định cư tại Jerusalem. Họ có hai con, một con trai là Menachem (sinh năm 1924) và một con gái là Sarah (sinh năm 1926).
Năm 1928, bà được bầu làm thư ký Moetzet HaPoalot (Ủy ban Phụ nữ Lao động), khiến bà phải sống hai năm (1932–34) với tư cách phái viên tại Hoa Kỳ. Các con đi theo bà, nhưng Morris ở lại Jerusalem. Morris và Golda dần xa nhau, nhưng không bao giờ ly hôn. Morris mất năm 1951.

## Các hoạt động Histadrut
Năm 1934, khi Meir từ Mỹ trở về, bà tham gia Hội đồng Hành pháp của Histadrut và dần lên chức trước khi trở thành lãnh đạo Phái chính trị của nó. Việc chỉ định này là sự huấn luyện quan trọng cho vai trò lãnh đạo Israel của bà trong tương lai.
Tháng 7 năm 1938, Meir là quan sát viên người Do thái từ Palestine tại Hội nghị Évian, được Tổng thống Hoa Kỳ Franklin D. Roosevelt kêu gọi triệu tập để thảo luận vấn đề người tị nạn Do thái phải bỏ chạy do sự khủng bố của Phát xít. Các đại biểu từ 32 nước được mời đã nhiều lần thể hiện sự thương cảm của họ với hoàn cảnh của người Do thái ở châu Âu, nhưng cũng xin lỗi về việc nước mình không thể giúp đỡ bằng cách chấp nhận những người đó. Ngoại lệ duy nhất là Cộng hòa Dominica, nước hứa chấp nhận 100,000 người tị nạn với những điều khoản rộng rãi. Meir cảm thấy thất vọng vì kết quả và đã nói với báo chí, "Điều duy nhất tôi hy vọng được thấy trước khi chết và đó là việc dân tộc tôi sẽ không còn phải khẩn cầu sự thông cảm một lần nào nữa."

## Vai trò chính trị trước khi thành lập nhà nước (Israel)
Tháng 6 năm 1946, trừng trị phong trào phục quốc Do thái tại Palestine, bắt giữ nhiều lãnh đạo của Yishuv. Meir nắm chức vụ quyền lãnh đạo Phái chính trị của Cơ quan Do thái khi Moshe Sharett bị bắt giam. Vì thế bà dần trở thành người đàm phán chính giữa người Do thái tại Palestine và chính quyền ủy trị Anh. Sau khi được thả, Sharett sang Hoa Kỳ để tham gia các cuộc đàm phán về Kế hoạch phân chia của Liên hiệp quốc, để Meir lãnh đạo Phái chính trị cho tới khi nhà nước được thành lập năm 1948.
Tháng 1 năm 1948, người nắm ngân quỹ của Cơ quan Do thái tin rằng Israel không có khả năng gây quỹ nhiều hơn 7-8 triệu dollar từ cộng đồng Do thái Mỹ. Meir đi sang Mỹ và tìm cách gây quỹ $50 dùng vào việc mua vũ khí tại châu Âu cho nhà nước non trẻ. Ben-Gurion đã viết rằng vai trò của Meir là "người phụ nữ Do thái kiếm được tiền khiến việc thành lập nhà nước trở thành hiện thực " sau này sẽ được ghi vào sử sách.
Ngày 10 tháng 5 năm 1948, bốn ngày sau khi nhà nước (Israel) chính thức được thành lập, Meir tới Amman cải trang là một phụ nữ Ả rập cho một cuộc gặp bí mật với Vua Abdullah của Transjordan tại đây bà đã hối thúc nhà vua không tham gia cùng các quốc gia Ả rập tấn công người Do thái. Abdullah yêu cầu bà đừng vội vàng tuyên bố việc thành lập nhà nước. Meir trả lời: "Chúng tôi đã chờ đợi trong 2,000 năm. Thế có vội không?"
Với tư cách lãnh đạo Phái chính trị của Cơ quan Do thái, Meir đã gọi cuộc di cư hàng loạt của người Ả rập trước cuộc Chiến tranh độc lập năm 1948 là "kinh sợ" và coi nó giống với điều đã xảy ra với người Do thái châu Âu tại những vùng bị Phát xít chiếm đóng.

## Vị trí bộ trưởng

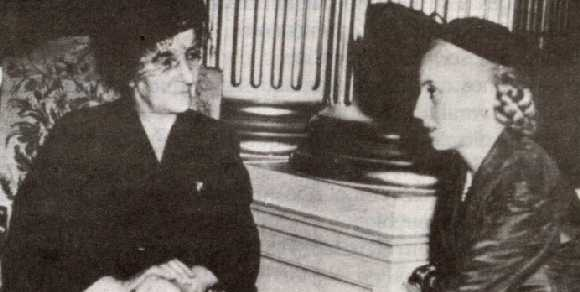
Golda Meir nói chuyện với Eva Perón trong chuyến thăm của bà tới Argentina năm 1951.

Meir là một trong 24 người (hai trong số đó là phụ nữ) ký vào Tuyên ngôn độc lập của Israel ngày 14 tháng 5 năm 1948. Sau này bà nhớ lại, "Sau khi ký, tôi đã khóc. Khi còn đi học tôi học lịch sử Mỹ và tôi đã đọc về những người đã ký vào Tuyên ngôn độc lập, tôi không thể tưởng tượng rằng đó là những con người thực sự và họ đã làm một việc thực sự. Và tôi đã ngồi đó và ký vào một bản tuyên ngôn thành lập (nhà nước)." Ngày hôm sau Israel bị liên quân Ai Cập, Syria, Liban, Transjordan, và Iraq, cùng các lực lượng viễn chinh từ các quốc gia Ả rập khác và các phong trào du kích Ả rập tấn công trong cuộc chiến tranh Ả rập – Israel năm 1948. Trong cuộc chiến này, Israel đã chặn được đà tiến của liên quân Ả rập, sau đó tung ra một loạt cuộc tấn công quân sự và mở rộng khu vực lãnh thổ chiếm đóng.

### Đại sứ toàn quyền tại Moscow
Mang theo hộ chiếu đầu tiên do Israel phát hành, Meir được chỉ định làm đại sứ toàn quyền tại Liên bang Xô viết, với nhiệm kỳ bắt đầu ngày 2 tháng 9 năm 1948 và kết thúc vào tháng 3 năm 1949. Ở thời điểm đó, mối quan hệ tốt với Liên bang Xô viết là điều quan trọng để Israel có thể mua vũ khí từ các quốc gia Đông Âu cho cuộc chiến tranh diễn ra ngay sau khi tuyên bố độc lập, trong khi Joseph Stalin và Bộ trưởng ngoại giao Liên Xô Vyacheslav Molotov tìm cách xây dựng một mối quan hệ vững chắc với Israel để gia tăng vị thế của Liên Xô tại Trung Đông. Quan hệ Liên Xô–Israel khá phức tạp vì các chính sách của nước này chống lại các định chế tôn giáo và các phong trào quốc gia, thể hiện ở những hành động đóng cửa các cơ sở Do thái giáo cũng như cấm việc dạy ngôn ngữ Hebrew và việc cấm di cư tới Israel.
Trong thời gian ngắn ngủi làm việc ở Liên Xô, Meir đã tham gia các hoạt động Rosh Hashanah và Yom Kippur tại Moscow Choral Synagogue, nơi bà được đám đông hàng nghìn người Do thái Nga thét vang tên. Tờ tiền giấy 10,000 shekel được phát hành tháng 11 năm 1984 có chân dung Meir ở một mặt và hình đám đông đang reo hò cổ vũ bà tại Moscow ở mặt kia.

### Bộ trưởng Lao động

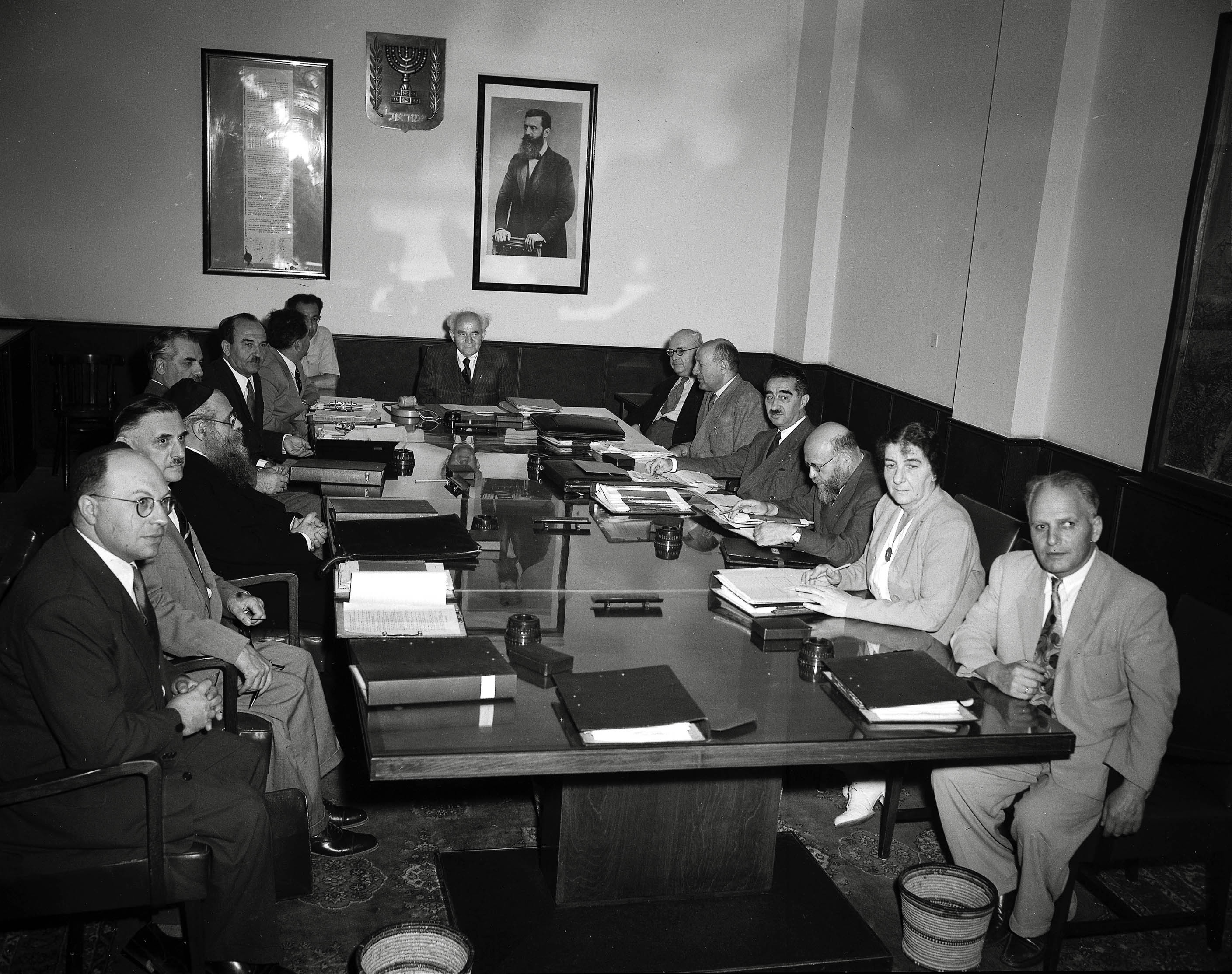
Golda Meir tại kỳ họp thứ nhất của Knesset thứ ba (1951)

Năm 1949, Meir được bầu vào Knesset với tư cách thành viên của Mapai và phục vụ liên tục cho tới năm 1974. Từ năm 1949 đến năm 1956, bà giữ chức Bộ trưởng Lao động. Trong khi giữ chức vụ này, Meir đã tiến hành nhiều chính sách an sinh quốc gia, tổ chức hội nhập cho những người nhập cư tham giao vào lực lượng lao động Israel, và đưa ra những chính sách xây dựng nhà ở và đường sá lớn. Năm 1955, theo sự chỉ đạo của Ben-Gurion, bà tham gia tranh cử chức thị trưởng Tel Aviv. Bà thua với hai phiếu của khối tôn giáo, những người từ chối ủng hộ vì bà là một phụ nữ.

### Bộ trưởng ngoại giao
Năm 1956, bà trở thành Bộ trưởng Ngoại giao dưới quyền Thủ tướng David Ben-Gurion. Người tiền nhiệm bà, Moshe Sharett, đã yêu cầu mọi thành viên trong cơ quan ngoại giao Hebre hóa họ của mình. Ngay khi được chỉ định giữ chức Bộ trưởng ngoại giao, bà đã rút gọn tên "Meyerson" thành "Meir", có nghĩa là "chiếu sáng". Với cương vị bộ trưởng ngoại giao, Meir đã thúc đẩy các quan hệ với các quốc gia mới thành lập tại châu Phi trong nỗ lực tìm kiếm đồng minh trong cộng đồng quốc tế. Nhưng bà cũng tin rằng Israel đã có kinh nghiệm trong việc xây dựng quốc gia để trở thành một hình mẫu cho châu Phi. Trong cuốn tự truyện của mình, bà viết: "Giống như họ, chúng ta đã giũ sạch sự cai trị từ bên ngoài; giống như họ, chúng ta đã tự học cách đòi lại đất đai, cách gia tăng sản lượng mùa màng, cách làm thủy lợi, cách nuôi gia cầm, cách cùng chung sống, và cách tự bảo vệ mình." Israel có thể là một hình mẫu bởi nó "đã bị buộc phải tìm các giải pháp cho những vấn đề mà các quốc gia giàu có, hùng mạnh chưa bao giờ gặp phải".

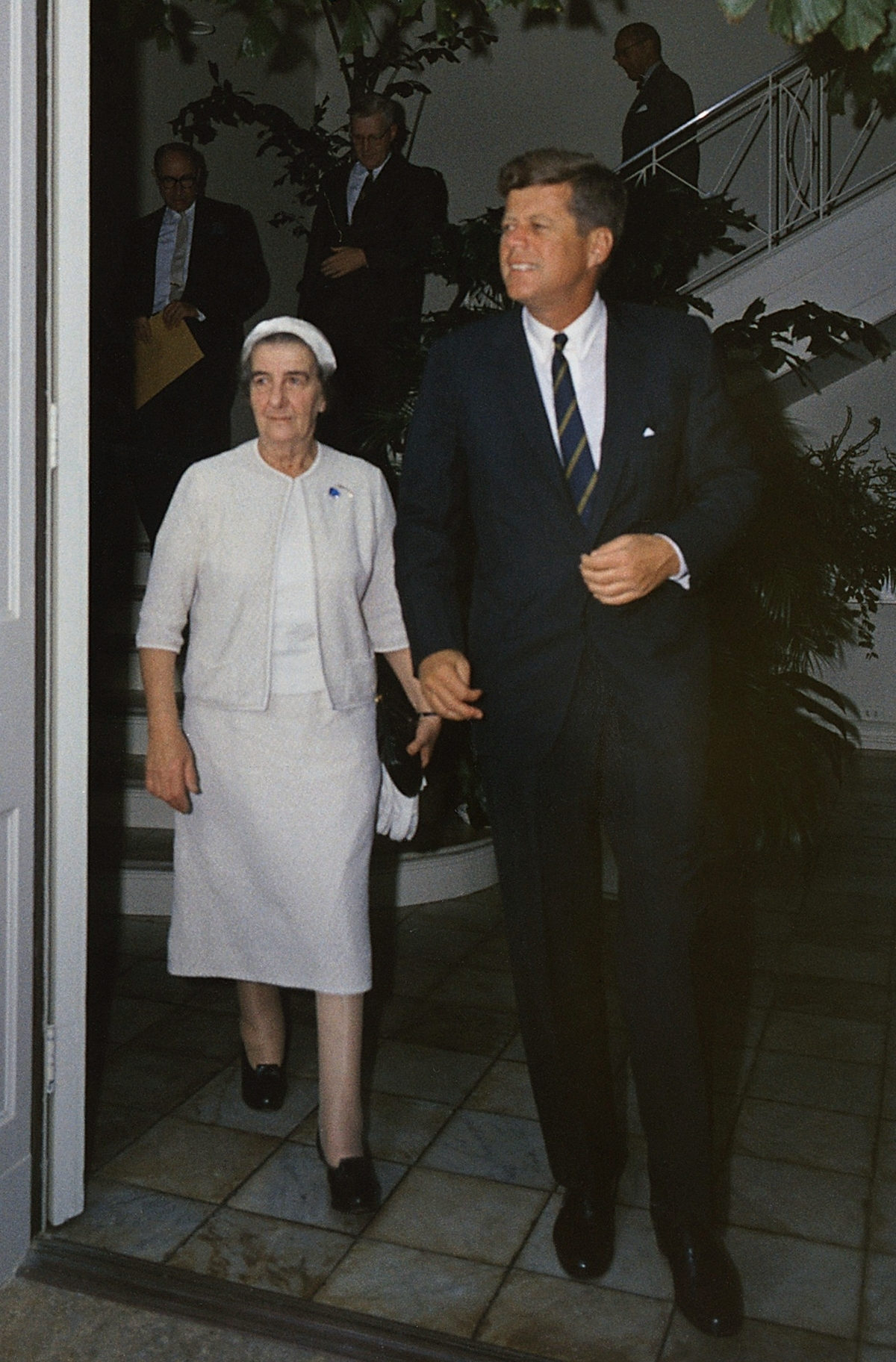
Meir cùng Tổng thống Mỹ John F. Kennedy, 27 tháng 12 năm 1962.

Ngày 29 tháng 10 năm 1957, bà bị thương nhẹ ở chân khi một quả bom Mills được ném vào phòng họp của Knesset. David Ben-Gurion và Moshe Carmel bị thương nặng. Vụ tấn công do Moshe Dwek 25 tuổi thực hiện. Sinh ra tại Aleppo, những động cơ của anh ta được cho là do một sự tranh chấp với Cơ quan Do thái, dù anh ta cũng bị miêu tả là một người 'đầu óc không bình thường'.
Năm 1958, bà được ghi lại là đã ca tụng tác phẩm của Giáo hoàng Pius XII thay mặt cho người Do thái chỉ một thời gian ngắn sau cái chết của Giáo hoàng. Di sản của Giáo hoàng Pius với tư cách một Giáo hoàng trong thời chiến vẫn còn gây tranh cãi tới tận ngày nay.
Cùng năm đó, trong làn sóng di cư tới Israel của người Do thái Ba Lan, Meir đã tìm cách ngăn cản những người Do thái Ba Lan tàn tật và ốm yếu nhập cư vào Israel. Trong một bức thư gửi tới đại sứ Israel tại Warsaw, Katriel Katz, bà đã viết: "Một đề xuất đã được đưa ra tại ủy ban phối hợp để thông báo với chính phủ Ba Lan rằng chúng ta muốn có sự lựa chọn trong aliyah, bởi chúng ta không thể tiếp tục chấp nhận những người ốm yếu và người tàn tật. Xin hãy đưa ý kiến của ông về việc liệu điều này có thể được giải thích cho người Ba Lan mà không gây phương hại tới cuộc di cư."
Đầu thập niên 1960, Meir được chẩn đoán bệnh máu trắng. Tháng 1 năm 1966, bà rời chức Bộ trưởng ngoại giao, với lý do mệt mỏi và sức khỏe, nhưng nhanh chóng quay trở lại đời sống chính trị với chức tổng thư ký Mapai, ủng hộ Thủ tướng Levi Eshkol trong những cuộc xung đột nội bộ đảng.

## Chức vụ Thủ tướng

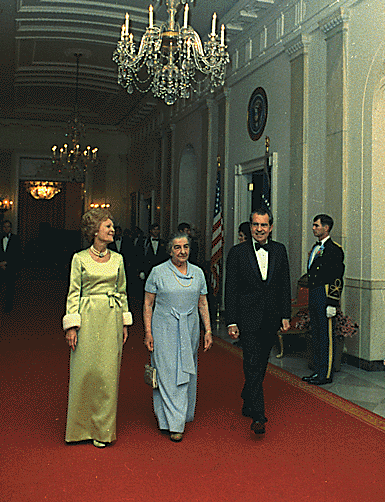
Meir (giữa) với Pat và Richard Nixon năm 1973.

Sau cái chết bất ngờ của Levi Eshkol ngày 26 tháng 2 năm 1969, đảng bầu Meir làm người kế nhiệm ông. Meir quay lại làm việc và nhậm chức ngày 17 tháng 3 năm 1969, giữ chức thủ tướng cho tới năm 1974. Meir duy trì chính phủ liên minh được thành lập năm 1967, sau cuộc chiến tranh sáu ngày, trong đó Mapai liên minh với hai đảng khác (Rafi và Ahdut HaAvoda) để hình thành đảng Lao động Israel.
Năm 1969 và đầu thập niên 1970, Meir đã gặp gỡ với nhiều nhà lãnh đạo thế giới để quảng bá tầm nhìn của bà về một nền hòa bình ở Trung Đông, gồm cả Richard Nixon (1969), Nicolae Ceaușescu (1972) và Giáo hoàng Paul VI (1973). Năm 1973, bà đón tiếp thủ tướng Tây Đức, Willy Brandt, tại Israel.
Tháng 8 năm 1970, Meir chấp nhận một sáng kiến hòa bình của Mỹ kêu gọi chấm dứt cuộc chiến tranh tiêu hao và một sự cam kết của Israeli rút quân đội nhằm "đảm bảo và công nhận các đường biên giới " trong khuôn khổ một sự dàn xếp hòa bình tổng thể. Đảng Gahal rời khỏi chính phủ thống nhất để phản đối, nhưng Meir tiếp tục lãnh đạo liên minh còn lại.

### Olympics Munich
Sau vụ thảm sát Munich tại Olympics mùa hè năm 1972, Meir kêu gọi thế giới "cứu các công dân của chúng tôi và lên án những hành động tội ác không thể tả nổi ". Cảm thấy bị tổn thương vì ít có những phản ứng của thế giới, bà đã ra lệnh cho Mossad săn đuổi và ám sát những lãnh đạo và thành viên của Tháng 9 Đen và PFLP. Bộ phim truyền hình Sword of Gideon năm 1986, dựa trên cuốn sách Vengeance: The True Story of an Israeli Counter-Terrorist Team của George Jonas, và bộ phim Munich (2005) của Steven Spielberg cũng dựa trên sự kiện này.

### Tranh cãi với Áo
Trong thập niên 1970khoảng 200,000 người Do Thái-Liên Xô di cư đã được cho phép rời Liên bang Xô viết tới Israel qua nước Áo. Khi bảy người di cư trong số này bị bắt làm con tin tại biên giới Áo-Tiệp Khắc bởi các chiến binh Ả rập Palestine vào tháng 9 năm 1973, Thủ tướng Áo Bruno Kreisky đã đóng cửa cơ sở quá cảnh Do thái tại Schönau, Hạ Áo. Vài ngày sau tại Viên, Meir đã tìm cách thuyết phục Kreisky mở cửa lại cơ sở đó bằng cách viện dẫn tới chính nguồn gốc Do thái của ông, và đã miêu tả lập trường của ông như là "chịu thua cuộc trước sự đe dọa của khủng bố". Kreisky không thay đổi lập trường, vì thế Meir phải bực tức quay trở lại Israel. Vài tháng sau Áo mở cửa một trại quá cảnh mới.

### Chiến tranh Yom Kippur
Trong những ngày trước cuộc chiến tranh Yom Kippur, tình báo Israel đã không xác định rõ được việc sắp xảy ra một cuộc tấn công. Tuy nhiên, ngày 5 tháng 10 năm 1973, Meir đã nhận được thông tin chính thức rằng các lực lượng Syria đang tràn vào Cao nguyên Golan. Bà thủ tướng đã được cảnh báo bởi các báo cáo, và cảm thấy rằng tình hình khiến bà nhớ lại những điều đã xảy ra trước cuộc chiến tranh sáu ngày. Tuy nhiên, các cố vấn của bà thuyết phục bà không nên lo ngại, nói rằng họ sẽ được thông báo đầy đủ trước khi cuộc chiến nổ ra. Điều này là bình thường khi ấy, bởi sau cuộc chiến tranh sáu ngày, hầu hết người Israel cảm thấy rằng người Ả rập sẽ không dám tấn công trước. Vì thế, dù đã có một nghị quyết được thông qua trao cho bà quyền yêu cầu ra lệnh tổng động viên quân đội (thay vì một nghị quyết của chính phủ như bình thường), Meir đã không sớm huy động các lực lượng Israel. Ngay sau đó, dù cuộc chiến đã trở nên rất rõ ràng. Sáu giờ trước khi những hành động thù địch diễn ra, Meir đã gặp Bộ trưởng quốc phòng Moshe Dayan và tướng David Elazar. Trong khi Dayan tiếp tục cho rằng cuộc chiến sẽ không diễn ra và vì thế chỉ cần động viên không quân và hai sư đoàn, Elazar ủng hộ tổng động viên quân đội và tung ra những cuộc tấn công tổng lực trước vào phía các lực lượng Syria.
Meir đồng ý việc tổng động viên nhưng đứng về phía Dayan về lập trường với một cuộc tấn công phủ đầu, nêu lý do Israel cần viện trợ nước ngoài Bà tin rằng Isral không thể phụ thuộc vào các quốc gia châu Âu để có những thiết bị quân sự, và nước duy nhất có thể hỗ trợ Israel là Hoa Kỳ. Sợ rằng Mỹ có thể thận trọng trong việc can thiệp nếu Israel bị coi là bên gây ra những hành động thù địch, Meir quyết định phản đối cuộc tấn công phủ đầu. Bà đã lập tức thông báo tới Washington về quyết định của mình. Ngoại trưởng Mỹ khi ấy là Henry Kissinger sau này đã xác nhận đánh giá của Meir bằng cách phát biểu rằng nếu Israel đã tung ra một cuộc tấn công phủ đầu thì họ chẳng thể nhận được gì "nhiều hơn một cái móng tay".

### Từ chức
Sau cuộc chiến tranh Yom Kippur, chính phủ của Meir bị đặt câu hỏi về sự thiếu chuẩn bị cho cuộc chiến. Ủy ban Agranat được chỉ định để điều tra cuộc chiến đã bác bỏ "trách nhiệm trực tiếp" của bà, và những hành động liên quan trong buổi sáng ngày diễn ra cuộc chiến tranh Yom Kippur;
| “ | Bà đã hành động một cách khôn ngoan, với sự tỉnh táo và nhanh chóng, ủng hộ việc tổng động viên các nguồn lực, như được tổng tham mưu trưởng đề xuất, dù có những vấn đề chính trị khó khăn phải cân nhắc, vì thế đã thực hiện được phần công việc khó khăn nhất để bảo vệ đất nước. | ” |

Đảng của bà giành chiến thắng trong cuộc bầu cử tháng 12 năm 1973, nhưng bà từ chức ngày 11 tháng 4 năm 1974, với lý do bà cảm thấy đó là "nguyện vọng của nhân dân" và thời gian giữ chức thủ tướng đã đủ cũng như những áp lực sẽ đến khi phải thành lập một liên minh; "Năm năm là đủ rồi.... Nó đã vượt quá sức lực của tôi để tiếp tục mang gánh nặng này." Yitzhak Rabin succeeded her on ngày 3 tháng 6 năm 1974.
Năm 1975, bà xuất bản cuốn tự truyện của mình, My Life.
Theo tác giả Victor John Ostrovsky bà đã có một mối quan hệ từ lâu với bộ trưởng không bộ Yisrael Galili.

### Cái chết

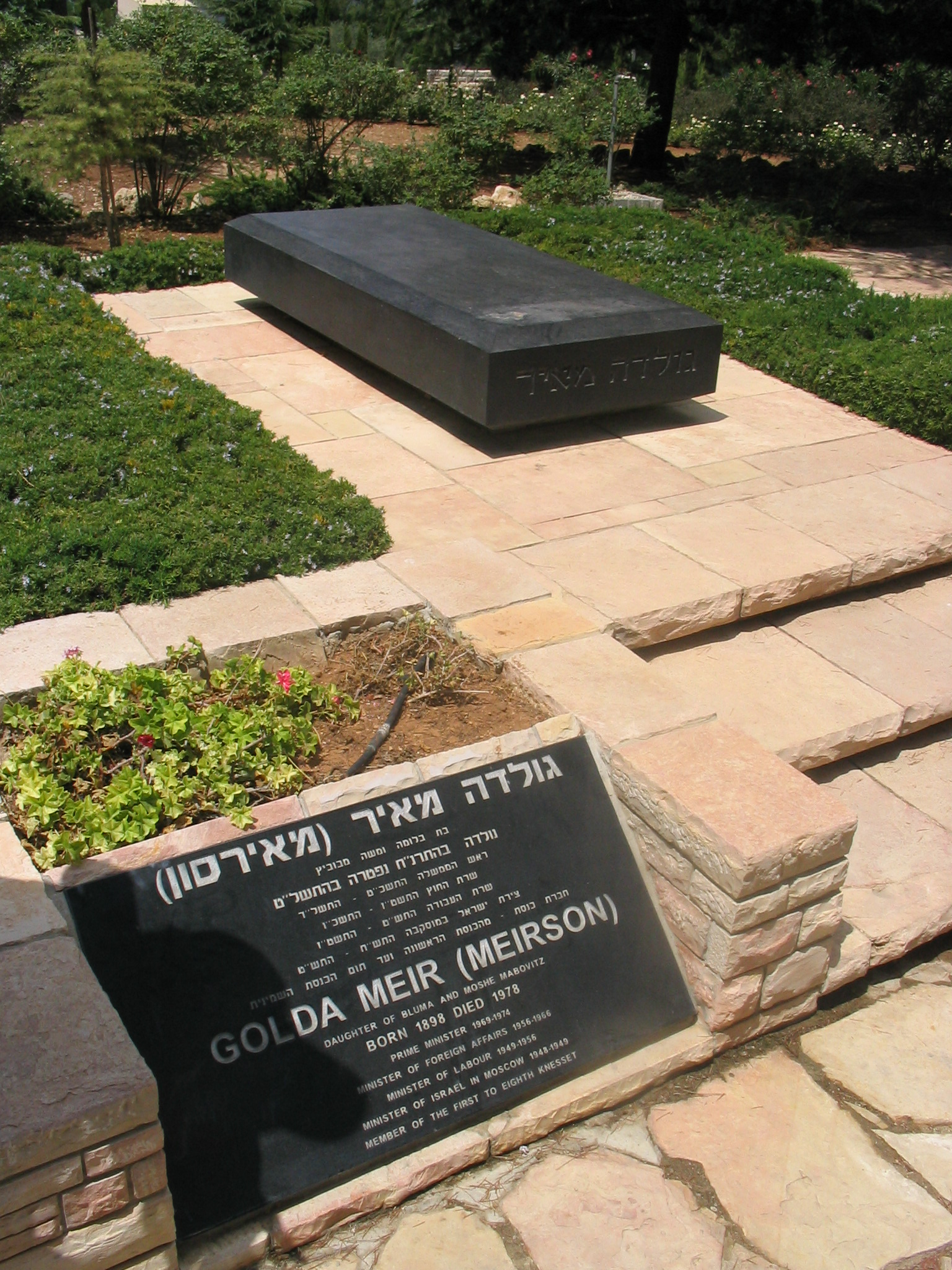
Mộ của Golda Meir trên Núi Herzl

Ngày 8 tháng 12 năm 1978, Meir chết vì ung thư bạch cầu tại Jerusalem ở tuổi 80. Bốn ngày sau, ngày 12 tháng 12, Meir được chôn cất tại Núi Herzl ở Jerusalem.

## Giải thưởng
Năm 1975, Meir được trao Israel Prize vì sự cống hiến đặc biệt của bà cho xã hội và nhà nước Israel.
Năm 1974, Meir được vinh danh World Mother bởi tổ chức American Mothers.
Năm 1974 Meir được trao James Madison Award for Distinguished Public Service bởi American Whig–Cliosophic Society thuộc đại học Princeton.

## Di sản

### Thể hiện trong phim ảnh và nghệ thuật
Câu chuyện về Meir đã trở thành chủ đề cho nhiều tác phẩm hư cấu. Năm 1977, Anne Bancroft đóng vai Meir trong vở kịch Golda của William Gibson trên sân khấu Broadway. Nữ diễn viên Australia Judy Davis đóng vai Meir thời trẻ trong bộ phim truyền hình A Woman Called Golda (1982), cùng với Leonard Nimoy. Ingrid Bergman đóng vai Golda khi đã có tuổi cùng trong bộ phim đó. Năm 2003, nữ diễn viên người Do thái Mỹ Tovah Feldshuh đóng vai bà trên sân khấu kịch Broadway trong vở Golda's Balcony, vở kịch thứ hai của Gibson về cuộc đời của Meir. Vở kịch gây tranh cãi trong hàm ý của nó rằng Meir đã cân nhắc sử dụng vũ khí hạt nhân trong chiến tranh Yom Kippur.
Valerie Harper thể hiện bà trong phiên bản phim của Golda's Balcony. Nữ diễn viên phụ Colleen Dewhurst đóng vai bà trong bộ phim truyền hình năm 1986 Sword of Gideon. Năm 2005, nữ diễn viên Lynn Cohen đóng vai Meir trong bộ phim của Steven Spielberg Munich. Sau đó, Tovah Feldshuh một lần nữa đóng vai bà trong bộ phim Pháp sử dụng tiếng Anh O Jerusalem năm 2003. Nữ diễn viên Ba Lan Beata Fudalej đóng vai bà trong bộ phim năm 2009 The Hope của Márta Mészáros.

### Tưởng niệm

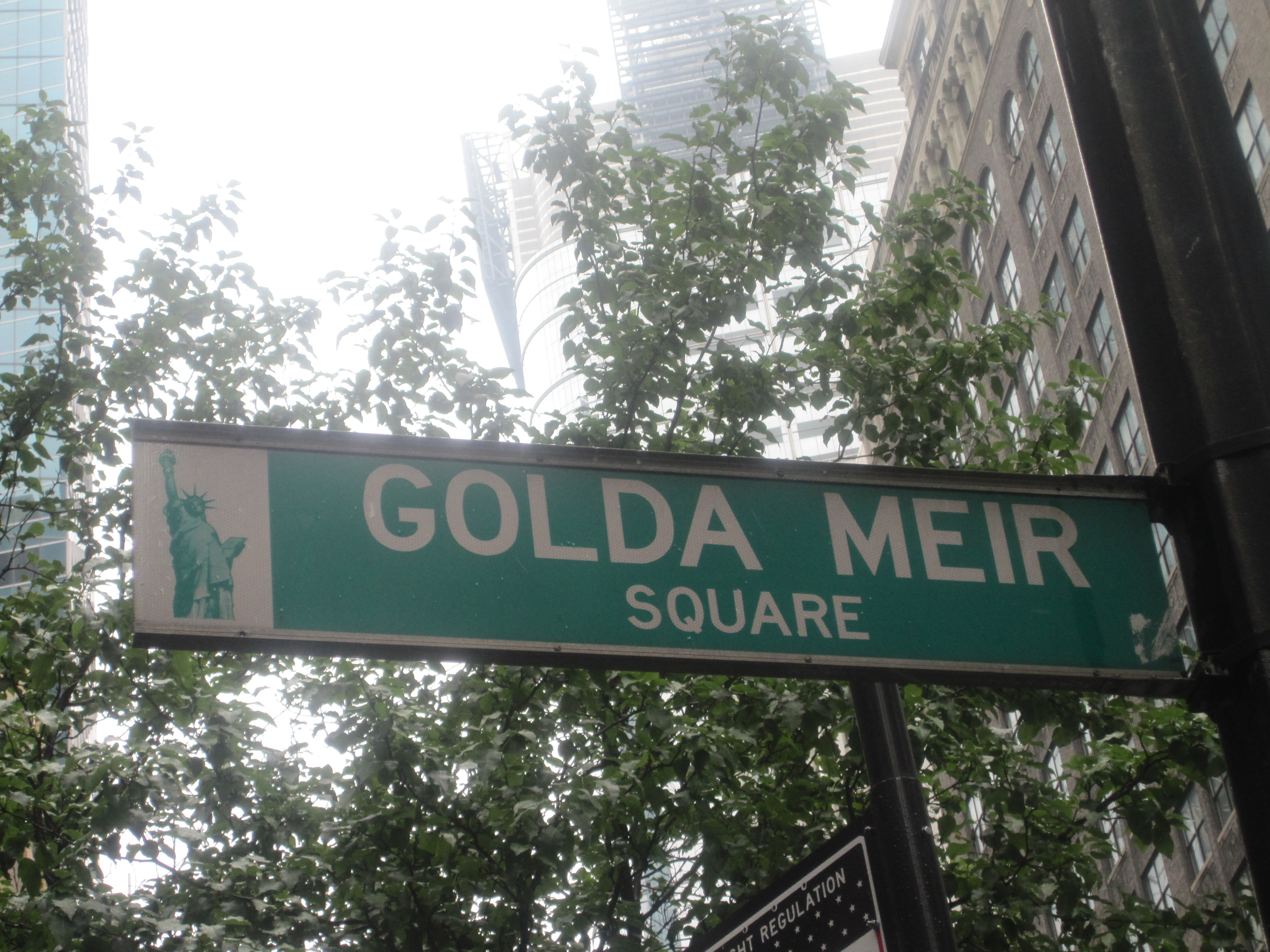
Quảng trường Golda Meir tại New York City phía nam Quảng trường Thời đại.

- Trường Golda Meir, Milwaukee, Wisconsin[44]
- Thư viện Golda Meir, Đại học Wisconsin–Milwaukee, Wisconsin
- Đại lộ Golda Meir, Jerusalem, Israel (và nhiều phố khác cùng các khu vực và trường học tại Israel)
- Trung tâm Trình diễn Nghệ thuật Golda Meir, Tel Aviv
- Quảng trường Golda Meir, thành phố New York [45]
- Trung tâm Lãnh đạo Chính trị Golda Meir tại Metropolitan State University of Denver[46]
- Golda Meir House, Denver, Colorado[6][47]
- Golda Meir House, Newton, Massachusetts

### Trong văn hóa
Tại Israel, thuật ngữ "giày của Golda" (na'alei Golda), một sự ám chỉ tới kiểu giày chỉnh hình cứng cáp mà bà yêu thích, đã trở thành cách nói trại cho tất cả những thứ cổ lỗ và xấu xí.

### Thăm dò ý kiến
Năm 2005, bà được bầu là người Israel vĩ đại thứ 75 trong mọi thời đại, trong một cuộc thăm dò ý kiến bởi trang tin Ynet của Israel nhằm xác định ai là người được dân chúng coi là thuộc 200 người Israel vĩ đại nhất.

## Các tác phẩm đã xuất bản
- This is Our Strength (1962) – tuyển chọn các ghi chép của Golda Meir
- My Father's House (1972)
- My Life (1975). Putnam, ISBN 0-399-11669-9.

## Phụ chú
1. ↑  tiếng Hebrew: גּוֹלְדָּה מֵאִיר [ɡolˈda] hay [ˈɡolda] [meˈʔiʁ];[1] tiếng Ả Rập: جولدا مائير Gulda Ma'air

### Cước chú
1. ↑  "Golda Meir Center (Reference on name pronunciation)". Mscd.edu. Bản gốc lưu trữ ngày 15 tháng 3 năm 2010. Truy cập ngày 2 tháng 9 năm 2011.
2. ↑  Golda Meir becomes Israeli Prime Minister, History Today]
3. ↑  Golda Meir, a BBC News profile.
4. ↑  Klagsbrun 2017, tr. 4.
5. ↑  "Golda Meir's American Roots". Ajhs.org. Bản gốc lưu trữ ngày 27 tháng 9 năm 2011. Truy cập ngày 2 tháng 9 năm 2011.
6. 1 2 3  Golda Meir: An Outline Of A Life Lưu trữ ngày 7 tháng 12 năm 2008 tại Wayback Machine Metropolitan State College of Denver
7. ↑  Elinor Burkett Golda Meir; The Iron Lady of the Middle East, Gibson Square, ISBN 978-1-906142-13-1 p. 37.
8. ↑  Golda Meir, Encyclopedia of Zionism and Israel, ed. Raphael Patai, New York, 1971, vol.II, pp. 776–77
9. 1 2  "Golda Meir", Encyclopedia Judaica, Keter, 1972, Jerusalem, vol. 11, pp. 1242–45
10. ↑  "MJHnyc.org" (PDF). Bản gốc (PDF) lưu trữ ngày 29 tháng 9 năm 2011. Truy cập ngày 2 tháng 9 năm 2011.
11. ↑  "Golda Meir: Peace and Arab Acceptance Were Goals of Her 5 Years as Premier". The New York Times. ngày 9 tháng 12 năm 1978.
12. ↑  Margolick, David. "Endless War" The New York Times, ngày 4 tháng 5 năm 2008
13. ↑  "Golda". The Emery/Weiner School. Bản gốc lưu trữ ngày 26 tháng 7 năm 2011. Truy cập ngày 25 tháng 1 năm 2013.
14. ↑  Pine, Dan. "Golda Meir's life was devoted to building Zionism". San Francisco Jewish Community Publications. Bản gốc lưu trữ ngày 7 tháng 12 năm 2008. Truy cập ngày 15 tháng 7 năm 2005.
15. 1 2  Yossi Goldstein, "Doomed to Fail: Golda Meir's Mission to Moscow (Part 1)", The Israel Journal of Foreign Affairs Vol. 5 No. 3 (September 2011), p. 131
16. ↑  Yossi Goldstein, "Doomed to Fail: Golda Meir's Mission to Moscow (Part 1)", The Israel Journal of Foreign Affairs Vol. 5 No. 3 (September 2011), p. 134 and 137
17. ↑  Yossi Goldstein, "Doomed to Fail: Golda Meir's Mission to Moscow (Part 1)", The Israel Journal of Foreign Affairs Vol. 5 No. 3 (September 2011), p. 138
18. ↑  Call Uncle Sam Lưu trữ ngày 26 tháng 7 năm 2011 tại Wayback Machine News Behind the News, ngày 10 tháng 6 năm 2001
19. ↑  "morim". Truy cập ngày 11 tháng 8 năm 2016.[liên kết hỏng]
20. 1 2 3 4 5  "Golda Meir", Encyclopædia Britannica, Micropædia, 1974, 15th edition, p. 762
21. ↑  My Life. p. 232. She 'wasn't very pleased' with B.G. and was 'enraged' by the religious bloc.
22. ↑  Golda Meir, My Life, (NY: Dell Publishing Co., 1975), pp. 308–09
23. ↑  Robert William St. John, Ben Gurion. Jarrods Publishers (Hutchinson Group), London. 1959. pp. 304–306.
24. ↑  "Jewish gratitude for the Help of Pope Pius XII who helped them against the perverse regime of the Nazis". Catholicapologetics.info. Truy cập ngày 2 tháng 9 năm 2011.
25. ↑  "Golda Meir wanted to keep sick Poles from making aliyah". Jewish Telegraphic Agency. ngày 9 tháng 12 năm 2009. Bản gốc lưu trữ ngày 12 tháng 12 năm 2009. Truy cập ngày 25 tháng 1 năm 2013.
26. ↑  1969: Israel elects first female leader BBC News
27. ↑  "Golda Meir" Encyclopedia Judaica, Keter, Jerusalem, 1972, pp. 1242–44.
28. ↑  Hostages killed in gun battle Daily Telegraph, ngày 5 tháng 9 năm 1972
29. ↑  Morris, B. (ngày 30 tháng 3 năm 1999). Righteous Victims: A History of the Zionist–Arab conflict, 1881–2000. New York: Vintage Books. ISBN 0-679-74475-4.{{Chú thích sách}}:  Quản lý CS1: năm (liên kết)
30. ↑  Avner, Yehuda (2010). The Prime Ministers: An Intimate Narrative of Israeli Leadership. The Toby Press. tr. 219. ISBN 978-1-59264-278-6.
31. ↑  "(German)". Historisch.apa.at. ngày 28 tháng 9 năm 1973. Bản gốc lưu trữ ngày 20 tháng 8 năm 2011. Truy cập ngày 2 tháng 9 năm 2011.
32. ↑  Interview with Abraham Rabinovich: The Yom Kippur War as a Turning Point History News Network]
33. 1 2 3 4 5  Meir, Golda (1975). My Life. G. P. Putnam's Sons.
34. ↑  Biography of Golda Meir Zionism and Israel
35. ↑  Golda Meir Lưu trữ ngày 24 tháng 3 năm 2006 tại archive.today Virtual Jerusalem
36. ↑  Ostrovsky, Victor and Hoy, Claire (1990) By Way of Deception – The making and unmaking of a Mossad Officer ISBN 0-312-05613-3. p. 190.
37. ↑  Golda Meir tại Find a Grave
38. ↑  "Israel Prize Official Site – Recipients in 1975 (in Hebrew)".
39. ↑  "Past National Mothers of The Year". Bản gốc lưu trữ ngày 23 tháng 3 năm 2011. Truy cập ngày 26 tháng 1 năm 2013.
40. ↑  "UN Secretariat Item: Letter - The American Whig-Cliosophic Society: James Madison Award for Distinguished Public Service - 1974 - Golda Meir" (PDF). Archives-trim.un.org. Bản gốc (PDF) lưu trữ ngày 26 tháng 12 năm 2012. Truy cập ngày 25 tháng 11 năm 2012.
41. ↑  IMDb.com
42. ↑  IMDb.com
43. ↑  Mészáros wraps production on historical drama The Hope Screen Daily. ngày 26 tháng 2 năm 2009
44. ↑  Fourth Street School Wisconsin Historical Society
45. ↑  By wallyg Wally Gobetz+ Add Contact. "Golda Meir Square". Flickr.com. Truy cập ngày 2 tháng 9 năm 2011.
46. ↑  "Golda Meir Center". Mscd.edu. Bản gốc lưu trữ ngày 12 tháng 3 năm 2007. Truy cập ngày 2 tháng 9 năm 2011.
47. ↑  Golda Meir House U.S. Library of Congress
48. ↑  Haaretz.com[liên kết hỏng]
49. ↑  גיא בניוביץ' (ngày 20 tháng 6 năm 1995). "הישראלי מספר 1: יצחק רבין – תרבות ובידור". Ynet. Truy cập ngày 10 tháng 7 năm 2011.